# Норма ідеалу
У комутативній алгебрі, нормою ідеалу називається узагальнення норми елемента у скінченному розширенні поля. Дане поняття є дуже важливим зокрема у теорії чисел оскільки він визначає розмір ідеалів складних кілець чисел за допомогою ідеалів менш складних кілець. У випадку коли цим менш складним кільцем є кільце цілих чисел Z, норма ненульового ідеалу I числового кільця R є рівною кількості елементів скінченного факторкільця R/I.

## Відносна норма
Нехай A — кільце Дедекінда з полем часток K і B — ціле замикання в скінченному сепарабельному розширенні L поля K (у цьому випадку B також є кільцем Дедекінда). Нехай {\displaystyle {\mathcal {I}}_{A}} і {\displaystyle {\mathcal {I}}_{B}} — групи ненульових дробових ідеалів кілець A і B, відповідно. Тоді відображенням норми за означенням є єдиний гомоморфізм груп
{\displaystyle N_{B/A}\colon {\mathcal {I}}_{B}\to {\mathcal {I}}_{A}},
що задовольняє
{\displaystyle N_{B/A}({\mathfrak {q}})={\mathfrak {p}}^{[B/{\mathfrak {q}}:A/{\mathfrak {p}}]}}
для всіх ненульових простих ідеалів {\displaystyle {\mathfrak {q}}} у B, де {\displaystyle {\mathfrak {p}}={\mathfrak {q}}\cap A}. Оскільки A і B є кільцями Дедекінда то всі їх прості ідеали є максимальними і тому {\displaystyle B/{\mathfrak {q}}} і {\displaystyle A/{\mathfrak {p}}} є полями і перше є скінченним розширенням другого.
Еквівалентно, для будь-якого {\displaystyle {\mathfrak {b}}\in {\mathcal {I}}_{B}} норма {\displaystyle N_{B/A}({\mathfrak {b}})} є дробовим ідеалом у A породженим множиною {\displaystyle \{N_{L/K}(x)|x\in {\mathfrak {b}}\}} норм елементів із  {\displaystyle {\mathfrak {b}}}.
Для {\displaystyle {\mathfrak {a}}\in {\mathcal {I}}_{A}} з означень випливає, що {\displaystyle N_{B/A}({\mathfrak {a}}B)={\mathfrak {a}}^{n}}, де {\displaystyle n=[L:K]}. Норма головного ідеалу є рівною нормі відповідного елемента: {\displaystyle N_{B/A}(xB)=N_{L/K}(x)A.}
Нехай {\displaystyle L/K} — розширення Галуа числового поля з кільцем цілих чисел {\displaystyle {\mathcal {O}}_{K}\subset {\mathcal {O}}_{L}}. Тоді з попереднього для {\displaystyle A={\mathcal {O}}_{K},B={\mathcal {O}}_{L}}, і для будь-якого {\displaystyle {\mathfrak {b}}\in {\mathcal {I}}_{{\mathcal {O}}_{L}}} отримуємо
{\displaystyle N_{{\mathcal {O}}_{L}/{\mathcal {O}}_{K}}({\mathfrak {b}})={\mathcal {O}}_{K}\cap \prod _{\sigma \in \operatorname {Gal} (L/K)}\sigma ({\mathfrak {b}}),}
що є елементом {\displaystyle {\mathcal {I}}_{{\mathcal {O}}_{K}}}. Позначення {\displaystyle N_{{\mathcal {O}}_{L}/{\mathcal {O}}_{K}}} іноді спрощується до {\displaystyle N_{L/K}}.
У випадку {\displaystyle K=\mathbb {Q} }, доцільно обмежитися додатними раціональними числами як множиною значень для {\displaystyle N_{{\mathcal {O}}_{L}/\mathbb {Z} }\,} оскільки {\displaystyle \mathbb {Z} } має тривіальні групу класів ідеалів і групу оборотних елементів {\displaystyle \{\pm 1\}}, тож кожен ненульовий дробовий ідеал {\displaystyle \mathbb {Z} } породжений єдиним додатним раціональним числом.

## Абсолютна норма
Нехай {\displaystyle L} — числове поле з кільцем цілих чисел {\displaystyle {\mathcal {O}}_{L}} і {\displaystyle {\mathfrak {a}}} — ненульовий ідеал у {\displaystyle {\mathcal {O}}_{L}}.
Абсолютна норма ідеалу {\displaystyle {\mathfrak {a}}} є рівною
{\displaystyle N({\mathfrak {a}}):=\left[{\mathcal {O}}_{L}:{\mathfrak {a}}\right]=\left|{\mathcal {O}}_{L}/{\mathfrak {a}}\right|.\,}
Норма нульового ідеалу вважається рівною нулю.
Якщо {\displaystyle {\mathfrak {a}}=(a)} є головним ідеалом, то {\displaystyle N({\mathfrak {a}})=\left|N_{L/\mathbb {Q} }(a)\right|}.
Норма є цілком мультиплікативною: якщо {\displaystyle {\mathfrak {a}}} і {\displaystyle {\mathfrak {b}}} є ідеалами у {\displaystyle {\mathcal {O}}_{L}}, то {\displaystyle N({\mathfrak {a}}\cdot {\mathfrak {b}})=N({\mathfrak {a}})N({\mathfrak {b}})}. Тому абсолютна норма у єдиний спосіб продовжується до гомоморфізму
{\displaystyle N\colon {\mathcal {I}}_{{\mathcal {O}}_{L}}\to \mathbb {Q} _{>0}^{\times },}
заданого для всіх ненульових дробових ідеалів кільця {\displaystyle {\mathcal {O}}_{L}}.
Норма ідеалу {\displaystyle {\mathfrak {a}}} задає верхню межу для норми деякого ненульового елемента ідеалу: завжди існує ненульовий {\displaystyle a\in {\mathfrak {a}}} для якого
{\displaystyle \left|N_{L/\mathbb {Q} }(a)\right|\leq \left({\frac {2}{\pi }}\right)^{s}{\sqrt {\left|D_{L}\right|}}N({\mathfrak {a}}),}
де {\displaystyle D_{L}} - дискримінант числового поля {\displaystyle L} і {\displaystyle s} є кількістю пар вкладень L у {\displaystyle \mathbb {C} }, що не є дійсними.